# Vòng loại Giải vô địch bóng đá nữ U-20 Bắc, Trung Mỹ và Caribe 2015
Vòng loại Giải vô địch bóng đá nữ U-20 Bắc, Trung Mỹ và Caribe 2015 diễn ra từ tháng 7 tới tháng 10 năm 2015 nhằm tìm ra các đội tuyển tham dự vòng chung kết tại Honduras. Ba đội tuyển Canada, Hoa Kỳ và México được đặc cách vào thẳng vòng chung kết.

## Vòng loại Trung Mỹ
Ban đầu có sáu quốc gia của UNCAF đăng ký tham dự, chia thành hai bảng. Bảng A gồm Panama, Honduras và El Salvador, diễn ra từ 23 tới 27 tháng 6 năm 2015 ở Panama, trong khi bảng B gồm Costa Rica, Nicaragua và Guatemala, diễn ra từ 1 tới 5 tháng 7 năm 2015 ở Costa Rica. Hai đội đầu bảng lọt vào vòng chung kết.
Tuy nhiên sau khi Honduras trở thành chủ nhà và có suất đặc cách, UNCAF thay đổi thể thức trong đó năm đội còn lại thi đấu vòng tròn một lượt. Các trận đấu diễn ra từ 31 tháng 7 tới 8 tháng 8 năm 2015 ở Panama. Đội đứng đầu lọt vào vòng chung kết.
Giờ thi đấu là giờ địa phương (UTC−5).

### Các trận đấu
| VT | Đội         | ST | T | H | B | BT | BB | HS | Đ  | Giành quyền tham dự |
| -- | ----------- | -- | - | - | - | -- | -- | -- | -- | ------------------- |
| 1  | Panama (H)  | 4  | 3 | 1 | 0 | 7  | 1  | +6 | 10 | Vòng chung kết      |
| 2  | Costa Rica  | 4  | 2 | 1 | 1 | 11 | 4  | +7 | 7  |                     |
| 3  | Guatemala   | 4  | 2 | 1 | 1 | 9  | 7  | +2 | 7  |                     |
| 4  | Nicaragua   | 4  | 0 | 2 | 2 | 4  | 13 | −9 | 2  |                     |
| 5  | El Salvador | 4  | 0 | 1 | 3 | 5  | 11 | −6 | 1  |                     |

| Costa Rica                                          | 5–1      | El Salvador |
| --------------------------------------------------- | -------- | ----------- |
| Arroyo 11', 75' · Villalobos 20' · Herrera 25', 41' | Chi tiết | Cerén 90+1' |

| Panama | 0–0      | Nicaragua |
| ------ | -------- | --------- |
|        | Chi tiết |           |

| Guatemala   | 1–1      | Costa Rica  |
| ----------- | -------- | ----------- |
| Ventura 79' | Chi tiết | Herrera 57' |

| Panama         | 2–1      | El Salvador |
| -------------- | -------- | ----------- |
| Franco 6', 50' | Chi tiết | Cerén 70'   |

| El Salvador   | 1–2      | Guatemala                |
| ------------- | -------- | ------------------------ |
| Rodríguez 39' | Chi tiết | Herrera 71' · Gatica 79' |

| Nicaragua | 0–5      | Costa Rica                                           |
| --------- | -------- | ---------------------------------------------------- |
|           | Chi tiết | Arroyo 6', 34' · Herrera 10' · Coto 54' · Varela 72' |

| Guatemala                                                           | 6–2      | Nicaragua             |
| ------------------------------------------------------------------- | -------- | --------------------- |
| Gatica 7', 54' · Rabanales 21' · González 32' · ? 62' · Argueta 70' | Chi tiết | Y. Flores 28' · ? 63' |

| Panama               | 2–0      | Costa Rica |
| -------------------- | -------- | ---------- |
| Riley 4' · Ortiz 69' | Chi tiết |            |

| El Salvador             | 2–2      | Nicaragua                  |
| ----------------------- | -------- | -------------------------- |
| Jiménez 55' · Cerén 88' | Chi tiết | Melgar 34' · S. Flores 68' |

| Panama                              | 3–0      | Guatemala |
| ----------------------------------- | -------- | --------- |
| Franco 46' · Cox 49', 90+2' (ph.đ.) | Chi tiết |           |

## Vòng loại Caribe
14 đội tuyển khu vực Caribe tham dự vòng loại. Trong số đó, 13 đội tham dự vòng một, chia làm bốn bảng và thi đấu tại một trong các quốc gia trong bảng. Bốn đội đầu bảng, đội nhì bảng của bảng 4 đội, và hai đội nhì xuất sắc nhất trong số các bảng ba đội sẽ tiến vào vòng đấu cuối tại Haiti.
Ở vòng đấu cuối tại Haiti, tám đội được cha thành hai bảng. Hai đội đầu mỗi bảng lọt vào bán kết. Hai đội thắng bán kết và đội thắng trận tranh hạng ba lọt vào vòng chung kết.
Giờ địa phương là UTC−4.

### Vòng một
Đội nhất và nhì mỗi bảng lọt vào vòng hai.

#### Bảng 1
Diễn ra ở Puerto Rico.
| VT | Đội                | ST | T | H | B | BT | BB | HS  | Đ | Giành quyền tham dự |
| -- | ------------------ | -- | - | - | - | -- | -- | --- | - | ------------------- |
| 1  | Puerto Rico (H)    | 3  | 3 | 0 | 0 | 16 | 1  | +15 | 9 | Vòng đấu cuối       |
| 2  | Curaçao            | 3  | 1 | 1 | 1 | 3  | 6  | −3  | 4 | Vòng đấu cuối       |
| 3  | Anguilla           | 3  | 0 | 2 | 1 | 1  | 9  | −8  | 2 |                     |
| 4  | Antigua và Barbuda | 3  | 0 | 1 | 2 | 1  | 5  | −4  | 1 |                     |

| Anguilla | 0–0      | Antigua và Barbuda |
| -------- | -------- | ------------------ |
|          | Chi tiết |                    |

| Puerto Rico                                               | 5–0      | Curaçao |
| --------------------------------------------------------- | -------- | ------- |
| Tirado 3' · Díaz 30' · Zaragoza 35' · Martínez 82', 90+2' | Chi tiết |         |

| Antigua và Barbuda | 0–2      | Curaçao                  |
| ------------------ | -------- | ------------------------ |
|                    | Chi tiết | Hart 55' · Scheepers 60' |

| Puerto Rico                                                                           | 8–0      | Anguilla |
| ------------------------------------------------------------------------------------- | -------- | -------- |
| Martínez 9', 35', 76' · Tirado 19' · Díaz 52' · Aponte 79' · Torres 87' · Solís 90+2' | Chi tiết |          |

| Curaçao | 1–1      | Anguilla   |
| ------- | -------- | ---------- |
| Hart ?' | Chi tiết | Johnson ?' |

| Puerto Rico                     | 3–1      | Antigua và Barbuda |
| ------------------------------- | -------- | ------------------ |
| Guadalupe 11' · Tirado 35', 82' | Chi tiết | Browne 27'         |

#### Bảng 2
Diễn ra ở Saint Lucia.
| VT | Đội             | ST | T | H | B | BT | BB | HS | Đ | Giành quyền tham dự |
| -- | --------------- | -- | - | - | - | -- | -- | -- | - | ------------------- |
| 1  | Jamaica         | 1  | 1 | 0 | 0 | 5  | 0  | +5 | 3 | Vòng đấu cuối       |
| 2  | Grenada         | 2  | 1 | 0 | 1 | 4  | 7  | −3 | 3 |                     |
| 3  | Saint Lucia (H) | 1  | 0 | 0 | 1 | 2  | 4  | −2 | 0 |                     |

| Grenada | 0–5      | Jamaica                                          |
| ------- | -------- | ------------------------------------------------ |
|         | Chi tiết | Roberts 4' · Shaw 48', 58', 90+3' · Lee-Fatt 89' |

| Saint Lucia          | 2–4      | Grenada                                     |
| -------------------- | -------- | ------------------------------------------- |
| Cox 10' · Lionel 78' | Chi tiết | Julien 17' · Frank 33', 38' · Prevost 90+4' |

| Saint Lucia | Bị hủy | Jamaica |
| ----------- | ------ | ------- |
|             |        |         |

Trận đấu cuối bị hủy vì mưa to. Jamaica lọt vào vòng đấu cuối.

#### Bảng 3
Diễn ra ở Cộng hòa Dominica.
| VT | Đội                   | ST | T | H | B | BT | BB | HS  | Đ | Giành quyền tham dự |
| -- | --------------------- | -- | - | - | - | -- | -- | --- | - | ------------------- |
| 1  | Bermuda               | 2  | 1 | 1 | 0 | 9  | 2  | +7  | 4 | Vòng đấu cuối       |
| 2  | Cộng hòa Dominica (H) | 2  | 1 | 1 | 0 | 8  | 2  | +6  | 4 | Vòng đấu cuối       |
| 3  | Saint Kitts và Nevis  | 2  | 0 | 0 | 2 | 0  | 13 | −13 | 0 |                     |

| Bermuda                                                           | 7–0      | Saint Kitts và Nevis |
| ----------------------------------------------------------------- | -------- | -------------------- |
| Darrell 3' · Nolan 10', 13' (ph.đ.), 55', 70' · Frazzoni 25', 45' | Chi tiết |                      |

| Cộng hòa Dominica                                | 6–0      | Saint Kitts và Nevis |
| ------------------------------------------------ | -------- | -------------------- |
| Peralta 15', 43', 83' · Gunn 54', 71' · Sosa 86' | Chi tiết |                      |

| Cộng hòa Dominica      | 2–2 | Bermuda               |
| ---------------------- | --- | --------------------- |
| Peralta 64' · Sosa 80' |     | Nolan 24' · Burch 52' |

#### Bảng 4
Diễn ra ở Saint Vincent và Grenadines.
| VT | Đội                             | ST | T | H | B | BT | BB | HS | Đ | Giành quyền tham dự |
| -- | ------------------------------- | -- | - | - | - | -- | -- | -- | - | ------------------- |
| 1  | Trinidad và Tobago              | 2  | 2 | 0 | 0 | 8  | 0  | +8 | 6 | Vòng đấu cuối       |
| 2  | Saint Vincent và Grenadines (H) | 2  | 1 | 0 | 1 | 3  | 3  | 0  | 3 | Vòng đấu cuối       |
| 3  | Dominica                        | 2  | 0 | 0 | 2 | 1  | 9  | −8 | 0 |                     |

| Saint Vincent và Grenadines | 0–2      | Trinidad và Tobago |
| --------------------------- | -------- | ------------------ |
|                             | Chi tiết | Leander 19', 60'   |

| Trinidad và Tobago                                                   | 6–0      | Dominica |
| -------------------------------------------------------------------- | -------- | -------- |
| Matouk 15', 29' · Govia 21' · Ralph 40' · Carmichael 72' · Swift 81' | Chi tiết |          |

| Saint Vincent và Grenadines     | 3–1 | Dominica  |
| ------------------------------- | --- | --------- |
| T. Browne 31' · Duncan 39', 44' |     | Samuel ?' |

#### Xếp hạng đội nhì bảng
Cùng với đội nhì bảng 1 (gồm bốn đội), hai đội nhì xuất sắc nhất trong số các bảng 2, 3 và 4 (gồm ba đội) cũng tiến vào vòng đấu cuối.
| VT | Bg | Đội                         | ST | T | H | B | BT | BB | HS | Đ | Giành quyền tham dự |
| -- | -- | --------------------------- | -- | - | - | - | -- | -- | -- | - | ------------------- |
| 1  | 3  | Cộng hòa Dominica           | 2  | 1 | 1 | 0 | 7  | 1  | +6 | 4 | Vòng đấu cuối       |
| 2  | 4  | Saint Vincent và Grenadines | 2  | 1 | 0 | 1 | 3  | 3  | 0  | 3 | Vòng đấu cuối       |
| 3  | 2  | Grenada                     | 2  | 1 | 0 | 1 | 4  | 5  | −1 | 3 |                     |

### Vòng đấu cuối
Diễn ra tại Haiti.

#### Bảng A
| VT | Đội               | ST | T | H | B | BT | BB | HS | Đ | Giành quyền tham dự |
| -- | ----------------- | -- | - | - | - | -- | -- | -- | - | ------------------- |
| 1  | Haiti (H)         | 2  | 1 | 0 | 1 | 8  | 3  | +5 | 3 | Bán kết             |
| 2  | Puerto Rico       | 2  | 1 | 0 | 1 | 3  | 1  | +2 | 3 | Bán kết             |
| 3  | Bermuda           | 2  | 1 | 0 | 1 | 1  | 8  | −7 | 3 |                     |
| 4  | Cộng hòa Dominica | 0  | 0 | 0 | 0 | 0  | 0  | 0  | 0 | Bỏ cuộc             |

| Bermuda   | 1–0      | Puerto Rico |
| --------- | -------- | ----------- |
| Nolan 29' | Chi tiết |             |

| Haiti | 0–3      | Puerto Rico                               |
| ----- | -------- | ----------------------------------------- |
|       | Chi tiết | López 24' · Zaragoza 78' · Martínez 90+1' |

| Haiti                                                                                         | 8–0      | Bermuda |
| --------------------------------------------------------------------------------------------- | -------- | ------- |
| Destinvil 10' · Mondésir 33', 38', 81' · Eloissaint 44', 85' · Chandler 78' · Radamaker 90+1' | Chi tiết |         |

#### Bảng 2
| VT | Đội                         | ST | T | H | B | BT | BB | HS | Đ | Giành quyền tham dự |
| -- | --------------------------- | -- | - | - | - | -- | -- | -- | - | ------------------- |
| 1  | Jamaica                     | 3  | 2 | 1 | 0 | 8  | 3  | +5 | 7 | Bán kết             |
| 2  | Trinidad và Tobago          | 3  | 1 | 2 | 0 | 7  | 4  | +3 | 5 | Bán kết             |
| 3  | Curaçao                     | 3  | 1 | 0 | 2 | 2  | 6  | −4 | 3 |                     |
| 4  | Saint Vincent và Grenadines | 3  | 0 | 1 | 2 | 2  | 6  | −4 | 1 |                     |

| Jamaica                                    | 4–1      | Saint Vincent và Grenadines |
| ------------------------------------------ | -------- | --------------------------- |
| Shaw 15', 45+1' (ph.đ.), 52' · Roberts 70' | Chi tiết | Plummer 29' (l.n.)          |

| Trinidad và Tobago                          | 4–1      | Curaçao |
| ------------------------------------------- | -------- | ------- |
| Leander 37', 48' · Matouk 52' · Johnson 53' | Chi tiết | Wahr 2' |

| Saint Vincent và Grenadines | 1–1      | Trinidad và Tobago |
| --------------------------- | -------- | ------------------ |
| C. Browne 32'               | Chi tiết | Henry 21'          |

| Jamaica            | 2–0      | Curaçao |
| ------------------ | -------- | ------- |
| Blackwood 51', 62' | Chi tiết |         |

| Curaçao    | 1–0      | Saint Vincent và Grenadines |
| ---------- | -------- | --------------------------- |
| Keller 68' | Chi tiết |                             |

| Trinidad và Tobago    | 2–2      | Jamaica               |
| --------------------- | -------- | --------------------- |
| Thomas 64' · John 76' | Chi tiết | Shaw 34' · Gordon 39' |

#### Bán kết
Đội thắng giành vé dự Giải vô địch bóng đá nữ U-20 Bắc, Trung Mỹ và Caribe 2015.
| Jamaica                 | 2–1      | Puerto Rico |
| ----------------------- | -------- | ----------- |
| Wark 3' · Blackwood 64' | Chi tiết | Carrion 83' |

| Haiti                       | 2–0      | Trinidad và Tobago |
| --------------------------- | -------- | ------------------ |
| Chandler 35' · Mondésir 51' | Chi tiết |                    |

#### Tranh hạng ba
Đội thắng giành vé dự Giải vô địch bóng đá nữ U-20 Bắc, Trung Mỹ và Caribe 2015.
| Puerto Rico       | 1–1 (s.h.p.) | Trinidad và Tobago |
| ----------------- | ------------ | ------------------ |
| Font 6' (ph.đ.)   | Chi tiết     | John 24'           |
| Loạt sút luân lưu |              |                    |
|                   | 3–4          |                    |

#### Chung kết
| Jamaica | 0–2      | Haiti                     |
| ------- | -------- | ------------------------- |
|         | Chi tiết | Louis 19' · Destinvil 61' |